# تيم باول (لاعب كرة قدم أسترالية)
تيم باول (بالإنجليزية: Tim Powell)‏ هو لاعب كرة قدم أسترالية أسترالي، ولد في 14 أبريل 1968.

## وصلات خارجية
- تيم باول على موقع AustralianFootball.com (الإنجليزية)
- تيم باول على موقع AFLtables.com (الإنجليزية)